# M. Lee Pelton
M. Lee Pelton (Wichita, Kansas, 1950. szeptember 27. –) a Boston Foundation elnöke. Korábban a Colgate Egyetem és a Darthmouth Főiskola szervezeti egységeinek dékánja; 1998 és 2011 között a Willamette Egyetem, 2011 és 2021 között pedig az Emerson Főiskola rektora.

## Magánélete
Szülei Clarence és Rosa Lee Pelton; édesapja munkás, majd rendőrségi vezető, édesanyja háztartásbeli volt. Három lánytestvére van. Wichitában érettségizett, majd 1974-ben a Wichitai Állami Egyetemen magna cum laude minősítésű 19. századi angol irodalom szakos diplomát szerzett. Doktori fokozatát a Harvard Egyetemen 1984-ben szerezte angol és amerikai irodalom szakon.
1974 és 1981 között Marlys Miller, 1981 és 2005 között Kristen Wilson, 2006 és 2008 között pedig Carol Pelton volt a házastársa. Három gyermeke született.

## Pályafutása
1974 és 1983 között a Harvard doktorandusza és angol tanszékének oktatója volt. Doktori fokozatának megszerzését követően a Winthrop House alapképzési főiskola oktatója lett; 1986-tól a Colgate Egyetem hallgatói ügyekért felelős dékánja, majd 1988-ban főiskolai ügyekért felelős dékánja volt. 1991-től a Darthmouth Főiskola dékánja és angol nyelvi oktatója volt.
1998 júliusában a Willamette Egyetem huszonkettedik rektorának nevezték ki. Regnálása alatt az intézmény 26 új oktatót vett fel, a kisebbségek aránya pedig 11%-ról 24%-ra nőtt. Két új létesítmény (Ford épület és Kaneko Commons) épült, valamint Salem belvárosában továbbiakat vásároltak. Az adománygyűjtés során 131 millió dollárhoz jutottak. 2010-ben Pelton a bostoni Emerson Főiskola dékánja; a Willamette-en utódja Stephen E. Thorsett lett.
2011-ben az Emerson öt pontból (oktatási kiválóság, polgárság bevonása, nemzetköziség és globális szerepvállalás, innováció és pénzügyi stabilitás) álló stratégiai tervet fogadott el. 2014-ben a hollywoodi Sunset Boulevardon új telephelyet nyitottak. 2019-ben a bölcsészettudományi emlékek megőrzése érdekében megállapodást írtak alá a Marlborói Főiskolával.
Pelton 2020. december 1-jén a hallgatóknak és oktatóknak küldött e-mailben jelentette be lemondását. 2021. június 1-jétől a Boston Foundation elnöke.

## Egyéb tevékenységei
Számos oktatási és kulturális szervezetben töltött be vezetői pozíciót (Amerikai Oktatási Tanács, Oregon Shakespeare Festival, állami szimfonikus zenekar, OHSU Alapítvány, Amerikai Felsőoktatási Szövetség, Független Főiskolák és Egyetemek Nemzeti Szövetsége, NCAA). A Nagy-bostoni Kereskedelmi Kamara, a GBH médiaalapítvány és a filantróp Barr Foundation igazgatósági tagja. Korábban a Portland General Electric áramszolgáltató vezetőségi tagja.

## Díjai és kitüntetései
- Élő legendák díja (Bostoni Afroamerikai Történelmi Múzeum, 2021. december)
- Robert Coard kiváló vezetői kitüntetés (Bostoni Városi Főiskola, 2021)
- Boston 100 legbefolyásosabb személye (Boston Magazine, 2021)
- 2020 kiváló bostonija (Bostoni Kereskedelmi Kamara, 2020. június)
- Faji igazságossági ösztöndíj Lee Pelton tiszteletére (százezer dollár a kiválasztott nonprofit szervezeteknek – EOS Alapítvány, 2020)
- A kormányzó díja (Massachusettsi Bölcsészettudományi Alapítvány, 2020)
- Boston 50 legbefolyásosabb vezetője (Boston Business Journal, 2018. október és 2020. október)
- Boston 100 legbefolyásosabb személye (Boston Magazine – Power kiadás, 2018. április)
- A bostoni üzleti élet 21 legerősebb személye (Boston Magazine – Power kiadás, 2017. május)
- Boston 100 legbefolyásosabb színes bőrű személye (Get Konnected!, 2016)
- 20/20 Rosoff díj (The Ad Club, 2016. április)
- Sokszínűségi vezetői díj (Nemzeti Sokszínűségi Tanács, 2015. október)
- Sabra díj (Israeli Stage, 2014. november)
- Boston 50 on Fire, 50 vezető bostoni újító elismerése (Bostinno, 2014. november)
- Mondd ki az igazat díj (Hallgatói Bevándorlási Mozgalom, 2014. december)
- Az ötletek ereje: 75 merész gondolkodó, akik a városunkat és világunkat alakítják (Boston Magazine – Power kiadás, 2014. május)
- A szabadság bajnoka díj (Freedom House, 2012. március)

## Fordítás
- Ez a szócikk részben vagy egészben  a   M. Lee Pelton című angol Wikipédia-szócikk ezen változatának fordításán alapul.  Az eredeti cikk szerkesztőit annak laptörténete sorolja fel. Ez a jelzés csupán a megfogalmazás eredetét és a szerzői jogokat jelzi, nem szolgál a cikkben szereplő információk forrásmegjelöléseként.